# Pla de l’Estany
Pla de l’Estany járás (comarca) Katalóniában, Girona tartományban. Pla de l’Estany Alt Empordà, Gironès és Garrotxa comarcákkal határos.

## Települések
A települések utáni szám a népességet mutatja. Az adatok 2005 szerintiek.
- Banyoles – 16 938
- Camós – 673
- Cornellà del Terri – 2 017
- Crespià – 241
- Esponellà – 432
- Fontcoberta – 1 137
- Palol de Revardit – 425
- Porqueres – 4 060
- Sant Miquel de Campmajor – 197
- Serinyà – 998
- Vilademuls – 787

## Népesség
A járás népessége az elmúlt időszakban az alábbi módon változott:
| Lakosok száma | 24 397 | 25 130 | 26 720 | 27 905 | 29 645 | 30 660 | 31 325 | 31 536 | 32 006 | 33 478 |
|               | 1998   | 2000   | 2003   | 2005   | 2008   | 2010   | 2013   | 2015   | 2018   | 2024   |